# Katie Bowen
Kate „Katie“ Elizabeth Bowen (* 15. April 1994 in Auckland) ist eine neuseeländische Fußballspielerin, die für die neuseeländische Nationalmannschaft aktiv ist und seit 2023 für Inter Mailand spielt.

## Karriere

### Vereine
Während ihres Studiums an der University of North Carolina at Chapel Hill spielte Bowen von 2012 bis 2015 für die dortige Mannschaft der North Carolina Tar Heels. Am 15. Januar 2016 wurde sie in der zweiten Runde des NWSL-College-Drafts an Position 16 von der Franchise des FC Kansas City verpflichtet. Ihre erste Saison mit Kansas City endete auf dem sechsten Platz. Im folgenden Jahr verschlechterte sich der Verein um einen Platz. Zur Saison 2018 wechselte sie zum Utah Royals FC, der als Fünfter die NWSL Championship Play-offs knapp verpasste. 2019 reichte es sogar nur zu Platz 6. In der Saison 2021 spielte sie für Kansas City Current, wurde aber im Dezember freigestellt. Im Januar 2022 erhielt sie einen Einjahresvertrag mit Option für ein weiteres Jahr beim Franchise North Carolina Courage.
Im September 2023 erhielt sie einen Vertrag bei Inter Mailand bis zum 30. Juni 2024, mit der Option für ein weiteres Jahr.

### Nationalmannschaft
Katie Bowen wurde mit 14 Jahren die jüngste Spielerin, die jemals für Neuseeland spielte als sie 2008 an ihrem 14. Geburtstag mit der U-17-Mannschaft gegen die australische U-17-Mannschaft spielte. Sechs Monate später gehörte sie dann zum Kader der ersten U-17-Fußball-Weltmeisterschaft der Frauen, die in ihrer Heimat Neuseeland stattfand. Sie wurde aber nur im letzten Gruppenspiel beim 3:1 gegen Kolumbien eingesetzt, als sie in der 78. Minute eingewechselt wurde.
Im April 2010 nahm sie mit der U-17-Mannschaft an der U-17-Fußball-Ozeanienmeisterschaft der Frauen 2010 teil. Mit dem Sieg bei der Meisterschaft hatte sich die Mannschaft für die U-17-Fußball-Weltmeisterschaft der Frauen 2010 in Trinidad und Tobago qualifiziert. Dort trafen die jungen Neuseeländerinnen aber auf stärkere Gegnerinnen. Bowen wurde als Kapitänin in den drei Gruppenspielen eingesetzt, aber durch drei Niederlagen schied Neuseeland als Gruppenletzter aus.
Am 12. Mai 2011 gab sie beim 0:3 gegen Australien als 17-Jährige ihren Einstand in der A-Nationalmannschaft Neuseelands. Im Sommer nahm sie dann als jüngste neuseeländische Spielerin an der WM in Deutschland teil und wurde sogar in den ersten beiden Spielen eingesetzt. Ohne Sieg schied Neuseeland aber nach der Vorrunde aus.
Im April 2012 folgte die Teilnahme an der U-20-Fußball-Ozeanienmeisterschaft der Frauen 2012 in ihrer Heimat Neuseeland. Bowen wurde in zwei von drei Spielen eingesetzt. Mit drei Siegen konnte Neuseeland auch diese Meisterschaft gewinnen und sich für die U-20-Fußball-Weltmeisterschaft der Frauen 2012 in Japan qualifizieren. Bowen wurde dann zwar im Juni 2012 in zwei Testspielen der A-Nationalmannschaft gegen Australien eingesetzt, beim Qualifikationsturnier für die Olympischen Spiele und dem Fußballturnier bei den Olympischen Spielen in London aber nicht berücksichtigt.
Stattdessen nahm sie mit der U-20-Mannschaft im August an der U-20-WM teil und wurde in den drei Spielen eingesetzt. Neuseeland konnte nur das erste Gruppenspiel gegen die Schweiz gewinnen. Nach einem 2:2 gegen Gastgeber Japan und einem 0:4 gegen die Mexikanerinnen schied Neuseeland als Gruppendritter aus.
Im März 2013 nahm sie dann mit der A-Nationalmannschaft am Zypern-Cup 2013 teil und kam zu zwei Einsätzen, u. a. im Spiel um Platz 3 gegen die Schweiz. An der U-20-Fußball-Ozeanienmeisterschaft der Frauen 2014 bei der sich Neuseeland für die U-20-WM in Kanada qualifizierte nahm sie dann nicht teil, wohl aber als Kapitänin an der WM, wo sie in drei von vier Spielen zum Einsatz kam. Neuseeland belegte hinter Europameister Frankreich in der Gruppenphase Platz 2 und erreichte damit erstmals bei einer Weltmeisterschaft das Viertelfinale. Hier kam dann aber das Aus gegen den späteren Vizeweltmeister Nigeria.
2014 nahm sie dann mit der A-Nationalmannschaft sowohl am Vier-Nationen-Turnier in der Volksrepublik China als auch am Zypern-Cup 2014 teil.
Für die Ozeanienmeisterschaft 2014, bei der sich Neuseeland für die WM 2015 qualifizierte, wurde sie aber ebenso wenig nominiert wie für die Testspielserie im November in Europa. In der ersten Jahreshälfte 2015 wurde sie dann aber wieder in allen Freundschaftsspielen eingesetzt und am 14. Mai 2015 in den Kader für die WM 2015 berufen. Sie kam in den drei Gruppenspielen zum Einsatz nach denen die Neuseeländerinnen ausschieden.
Am 7. Juni 2016 erzielte sie mit der zwischenzeitlichen 0:1-Führung in Australien (Endstand 1:1) ihr erstes Länderspieltor. Das Tor fand Beachtung, da die neuseeländische Mannschaft zuvor 18 Jahre lang kein Länderspieltor gegen Australien erzielen haben sollte, was allerdings nicht stimmt, da sie am 12. Februar 2015 bei der 2:3-Niederlage zwei Tore erzielten.
Sie wurde auch in das Aufgebot für die Olympischen Spiele 2016 aufgenommen. Sie wurde auch in den drei Spielen eingesetzt, die Neuseeländerinnen schieden aber als schlechtester Gruppendritter aus.
Bei der Fußball-Ozeanienmeisterschaft der Frauen 2018 wurde sie in vier Spielen eingesetzt und erzielte ein Tor. Als Turniergewinner qualifizierten sich die Neuseeländerinnen für die WM 2019 und die Olympischen Spiele 2020.
Im Frühjahr 2019 folgten zwei Einsätze beim Cup of Nations.
Am 29. April wurde sie für die WM in Frankreich nominiert. Bei der WM kam sie in den drei Spielen jeweils über die volle Spielzeit zum Einsatz, da aber die drei Spiele knapp verloren wurden, schieden die Neuseeländerinnen nach der Gruppenphase aus. Bei den wegen der COVID-19-Pandemie um ein Jahr verschobenen Olympischen Spiele 2020 in Tokio kam sie bei den drei Niederlagen ebenfalls zum Einsatz.
Sie wurde für die WM 2023 nominiert, kam in jedem der drei Spiele ihres Teams zum Einsatz und schied mit ihrer Mannschaft nach der Vorrunde aus.
Am 6. Dezember 2023 machte sie bei der 0:1-Niederlage gegen Kolumbien ihr 100. Länderspiel.
Beim olympischen Fußballturnier 2024 war sie Kapitänin ihrer Mannschaft, schied mit ihr aber nach drei Niederlagen nach den Gruppenspielen aus.

## Erfolge
- U-17-Ozeanienmeister 2010
- U-20-Ozeanienmeister 2012
- Ozeanienmeister 2018
- NWSL Challenge Cup 2022 (ohne Einsatz im Finale)